# Queen: The Eye
Queen: The Eye (stylisé Queen: The eYe) est un jeu vidéo d'action-aventure développé par Destination Design et édité par Electronic Arts, sorti en 1998 sur DOS et Windows. Sa musique a été composée par le groupe Queen.

## Accueil
- PC Jeux : 82 %[1]